# معين أباد (ريغستان)
معین أباد (بالفارسية: معین‌آباد) هي قرية تقع في إيران في قسم ریغستان الريفي. يقدر عدد سكانها بـ 90 نسمة .